# Tetramorium anxium
Tetramorium anxium är en myrart som beskrevs av Santschi 1914. Tetramorium anxium ingår i släktet Tetramorium och familjen myror. Inga underarter finns listade i Catalogue of Life.